# Asteridea
Asteridea es un género de plantas con flores perteneciente a la familia de las asteráceas. Comprende 14 especies descritas y de estas, solo 11 aceptadas.

## Taxonomía
El género fue descrito por John Lindley y publicado en A Sketch of the Vegetation of the Swan River Colony: xxiv. 1839. La especie tipo es Asteridea puberulenta Lindl.	

## Especies
A continuación se brinda un listado de las especies del género Asteridea aceptadas hasta julio de 2012, ordenadas alfabéticamente. Para cada una se indica el nombre binomial seguido del autor, abreviado según las convenciones y usos.
- Asteridea archeri P.S.Short
- Asteridea asteroides (Turcz.) Kroner
- Asteridea athrixioides (Sond. & F.Muell.) Kroner
- Asteridea chaetopoda (F.Muell.) Kroner
- Asteridea croniniana (F.Muell.) Kroner
- Asteridea gracilis A.Gray
- Asteridea morawana P.S.Short
- Asteridea nivea (Steetz) Kroner
- Asteridea puberulenta Lindl.
- Asteridea pulverulenta Lindl.
- Asteridea tenella